# Трећа словеначка ударна бригада
Трећа словеначка народноослободилачка ударна бригада „Иван Градник” (позната и као Шеста словеначка ударна бригада „Иван Градник” или Девета словеначка ударна бригада „Иван Градник”), познатија као Градникова бригада, била је партизанска бригада у саставу Народноослободилачке војске Југославије током Другог светског рата.
Бригада је добила име по учеснику толминске сељачке буне, Ивану Миклавчичу, који се у историјским списима помиње и као Иван Градник.. Непосредно по формирању, 5. бригада „Симон Грегорчич” и 6. бригада „Иван Градник” су се почетком августа 1943. спојиле у Трећу бригаду „Иван Градник”.
Бригада је била у саставу 31. дивизије НОВЈ.

## Ратни пут

### 1943.
Дана 10. априла 1943. године, по наређењу Штаба Приморске оперативне зоне НОВ и ПО Словеније, формиране су Пета словеначка бригада „Симон Грегорчич” и Шеста словеначка бригада „Иван Градник”. Батаљони ових бригада су до краја априла дејствовали самостално на одвојеним секторима, а затим су се спојили ради продора у Бенешку Словенију и проширења ослободилачког покрета на ово подручје. Током овог периода, 26. априла 1943. године, батаљон бригаде „Иван Градник” био је опкољен од стране јаких снага италијанске дивизије „Венето” на планини Голобар код Кобарида. Након деветочасовне борбе, батаљон се успешно пробио из обруча и прикупио на планини Меји.
Наредних месеци, бригада је учествовала у више борби против италијанских снага. На планини Божци код Кобарида, 18. маја 1943. године, одбила је више узастопних непријатељских јуриша и пробила се из обруча код села Српеница, пребацивши се на планину Половник, уз нанете губитке непријатељу од 6 мртвих и 20 рањених војника. Исте године, у августу, бригада је преименована у 3. словеначку бригаду Иван Градник, што је означило почетак њених још интензивнијих операција.
У јулу 1943. године, по наређењу Врховног штаба НОВ и ПОЈ, формиране су Прва и Друга словеначка дивизија НОВЈ, у које су ушле различите словеначке бригаде, укључујући и бригаду „Иван Градник”. Бригада је током тог лета изводила нападе на италијанске гарнизоне, укључујући тродневну опсаду гарнизона Жужемберк, где су јединице НОВЈ, упркос појачањима непријатеља из Требња, успеле да савладају већину отпорних тачака.
У септембру 1943. године, Градникова бригада учествовала је у заузимању белогардистичких упоришта у селима Св. Грегор и Нова Вас у Церкнишкој долини, а у октобру исте године, по наређењу Врховног штаба НОВ и ПОЈ, бригада је постала део новоформиране 31. дивизије НОВЈ. Крај 1943. године обележен је спајањем 3. словеначке бригаде „Иван Градник” и Горишке НО бригаде у једну бригаду.
Дана 13. новембра почела је велика немачка операција Трауфе у Словенији. 15. новембра 1943. у рејону села Ледине и Врсник, јаке немачке снаге из Логатеца, Идрије и Горење Васи напале су Градникову бригаду и 16. словеначку бригаду „Јанко Премрл Војко”. Након вишечасовне борбе, бригадама је било наређено повлачење ка селима Подбрдо и Немшко Руто због непријатељске надмоћности. 19. новембра на планини Ратитовец, Градникова бригада и Седма словеначка ударна бригада „Франце Прешерн”, одбациле су јаке немачке снаге у њихове полазне гарнизоне у селима Железники и Бохињска Бистрица, наносећи им губитке од 4 мртва.
Дана 3. децембра 1943. у селу Мрзли Врх (код Жирија), јаке немачке жандармеријске снаге напале су 5. батаљон Градникове бригаде. Након деветочасовне борбе, непријатељ се повукао уз губитке од 20 мртвих и више рањених. 12. децембра у селу Хотедршица (код Логатеца), 3. батаљон Градникове бригаде напао је белогардистичку посаду, али је због јаког фортификационог уређења упоришта, након двочасовне борбе, одустао од даљих напада. Истовремено су остале јединице бригаде нанеле велике губитке немачко-белогардистичким колонама које су нападале Хотедршицу. 22. децембра између села Годовича и Хотедршица (код Логатеца), 2. батаљон Градникове бригаде 26. дивизије НОВЈ напао је из заседе немачку колону и у краћој борби убио 35 немачких војника и 28 коња, уништивши путнички аутомобил. 23. децембра у селу Јаворник (код Идрије), јаке немачке полицијске снаге изненада су напале једну чету 3. батаљона Градникове бригаде. У борби је погинуло 6, рањено 7 и заробљено 31 борац, који су касније брутално поубијани од стране немачких војника.

### 1944.
Током 1944. године, Градникова бригада наставила је интензивне борбе против немачких и белогардистичких снага. У фебруару те године, бригада је одбацила белогардистичку колону из Ајдовшчине, а у априлу је, код села Задлога близу Идрије, водила вишесатну борбу против немачке колоне, наневши јој значајне губитке. У месецима који су уследили, бригада је учествовала у више битака, укључујући борбе код села Цола и Лесковице, где су немачке снаге претрпеле тешке губитке.
Посебно се истичу догађаји из јула 1944. године, када су делови 3. словеначке ударне бригаде „Иван Градник”, заједно са Јужноприморским НОП одредом, заузели упориште словеначких домобрана у селу Рихемберг (данашњи Браник), при чему се 98 непријатељских војника предало, а заплењена је велика количина оружја. У августу 1944. године, бригада је водила вишедневне борбе на Трновском гозду против јаких немачких колона, успешно их одбацивши у више наврата.
Један од најзначајнијих успеха бригаде догодио се 1. септембра 1944. године, када је, после једнодневних уличних борби, заузела село Чрни Врх код Идрије, где је непријатељ претрпео велике губитке. Овај успех је био део шире офанзиве коју су спроводиле јединице 31. дивизије НОВЈ против немачких колона које су покушавале да пруже подршку опкољеним гарнизонима.
До краја 1944. године, бригада је наставила борбе на ширем подручју Словеније, укључујући нападе на немачке колоне код села Рибинџнице, Жажара, и Когела. Посебно се истичу борбе у октобру 1944. године, када је, заједно са 16. словеначком бригадом „Јанко Премрл Војко”, бригада одбила све нападе немачких колона које су покушавале да се пробију до опкољеног упоришта у Пољанама. Ове операције су значајно ослабиле немачке снаге у Словенији, доприносећи успеху партизанског покрета у овом региону.

### 1945.
Током прве половине 1945. године, Градникова бригада наставила је борбу против преосталих немачких снага и домаћих колаборациониста у Словенији. У јануару и фебруару 1945. године, бригада је учествовала у операцијама чишћења непријатељских упоришта у западној Словенији, посебно у региону Трновског гозда и на простору између Идрије и Ајдовшчине. Њихове операције биле су усмерене на неутрализацију немачких гарнизона и осигурање путева за даље напредовање Народноослободилачке војске Југославије према западу.
У марту 1945. године, бригада је извршила низ напада на немачке конвоје и колоне које су се повлачиле из Словеније према Аустрији. Посебно се истиче битка код села Долење Требуше, где је бригада нанела тешке губитке немачким снагама, присиливши их на повлачење.
Април и мај 1945. године донели су коначну офанзиву Југословенске армије на преостале немачке снаге у Словенији. Градникова бригада учествовала је у ослобађању неколико кључних насеља, укључујући Нова Горицу и Шемпетер. Током ових операција, бригада је имала улогу у пресецању комуникација немачких трупа, чиме је додатно убрзала њихово повлачење и капитулацију.
По завршетку рата, бригада је била део снага које су осигуравале територију Словеније од евентуалних противнапада и успостављале нове органе власти. Њена улога током целе 1945. године била је кључна у коначном ослобађању Словеније и завршетку рата на југословенском тлу.

## Организација
14. март 1943.
- штаб
- 1. батаљон
- 2. батаљон
- 3. батаљон

август 1943.
- штаб
- 1. батаљон
- 2. батаљон
- 3. батаљон
- 4. батаљон

септембар 1943.
- штаб
- 1. батаљон
- 2. батаљон
- 3. батаљон
- 4. батаљон
- артиљерија (2 хаубице)

новембар 1943.
- штаб
- 1. батаљон
- 2. батаљон
- 3. батаљон
- 4. батаљон
- 5. батаљон
- тешка чета

август 1944.
- штаб
- 1. батаљон
- 2. батаљон
- 3. батаљон
- 4. батаљон
- тешка чета

новембар 1944.
- штаб
- 1. батаљон
- 2. батаљон
- 3. батаљон
- тешка чета
- инжињеријски вод
- комуникацијски вод

## Састав
Бројно стање
- 14. мај 1943 – око 360
- август 1943 – 500
- новембар 1943 – 1.450

## Припадници
Команданти
- Данило Шоровић (26. април 1943 - 3. новембар 1943)
- Мартин Греиф (3. новембар 1943 - 30. јануар 1944)
- Павел Јеж (30. јануар 1944 - 20. март 1944)
- Ратко Марјановић (20. март 1944 - 21. септембар 1944)
- Иван Сулич (21. септембар 1944 - 21. јануар 1945)
- Самуел Хорват (21. јануар 1945 - 10. март 1945)
- Радо Клањшчек (10. март 1945 - ?)

Политички комесари
- Цвето Мочник (26. април 1943)
- Антон Бавец (27. април 1943 - јун 1943)
- Јоже Черин (јун 1943 - август 1943)
- Франц Тавчар (август 1943 - 2. септембар 1943)
- Винко Шумрада (2. септембар 1943 - 3. новембар 1943)
- Драго Флис (3. новембар 1943 - 10. фебруар 1944)
- Иван Франко (фебруар 1944 - април 1944)
- Иван Сулич (април 1944 - август 1944)
- Иван Франко (август 1944 - 27. новембар 1944)
- Виљем Клеменц (27. новембар 1944 - 21. јануар 1945)
- Алојз Томшич (21. јануар 1945 - 5. март 1945)
- Антон Кватерник (12. март 1945 - ?)
- Станислав Иванчич (1943 - 1944)

Заменици команданта
- Антон Бавец (26. април 1943)
- Славко Бомбач (јун 1943)
- Јоже Авсец (3. децембар 1943 - 28. децембар 1943)
- Ратко Марјановић (28. децембар 1943 - 15. март 1944)
- Јоже Михевц (15. март 1944 - 15. мај 1944)
- Франц Немгар (15. мај 1944 - 3. септембар 1944)
- Иван Сулич (3. септембар 1944 - 21. септембар 1944)
- Светолик Јовановић (21. новембар 1944 - 20. децембар 1944)

Заменици политичког комесара
- Јоже Черин (мај 1943 - јун 1943)
- Драго Бранисељ (3. новембар 1943 - 17. новембар 1944)
- Станко Петелин (30. јануар 1944 - 23. јун 1944)
- Миро Павлин (28. јун 1944 - 16. септембар 1944)
- Франц Крањц (16. септембар 1944 - 5. фебруар 1945)
- Франц Вехар (5. фебруар 1945 - 5. март 1945)
- Иван Приможич (5. март 1945 - ?)

Начелници штаба
- Фрањо Рустја